# Енокян, Гоар Агабековна
Гоар Агабековна Енокян (арм. Գոհար Ենոքյան, 25 января 1942, Ереван — 24 января 2019) — депутат парламента Армении.

## Биография
- 1959—1962 — Ереванское профессионально-техническое училище № 2.
- 1970—1975 — Киевский технологический институт лёгкой промышленности. Инженер-технолог. Награждён золотой медалью союза промышленников и предпринимателей Армении (1999), удостоена звания «Человек века» биографическим институтом США, медалью Мхитара Гоша НКР (2001).
- 1959 — рабочая на Ереванском консервном заводе.
- 1962—1965 — мастер отдела сбыта на Ереванской швейной фабрике № 5.
- 1965—1975 — работала на Ереванском станкостроительном заводе в качестве старшего товарного эксперта, затем начальником отдела сбыта.
- 1975—1979 — работала в управлении плановой экономики министерства лёгкой промышленности Армянской ССР в качестве главного экономиста отдела шитья, обуви и кожаной галантереи, затем начальника отдела.
- 1982—1985 — была директором Ереванского филиала «Красный Швейник» ассоциации производства предмета одежды Клары Цеткин.
- 1985—1987 — генеральный директор «Гарун» (г. Ереван).
- 1987—1991 — депутат районного совета Армянской ССР, а в 1989—1992 — депутат Верховного совета Армянской ССР.
- 1991—1997 — член правления Всеармянского женского союза.
- 1993—1997 — член правления Араратской епархии Армянской Апостольской церкви.
- 1996—2007 — член президиума союза промышленников и предпринимателей Армении.
- 1997—2007 — председатель совета и исполнительный директор ОАО «Гарун».
- 12 мая 2007 — избрана депутатом парламента. Член постоянной комиссии по экономическим вопросам. Член партии «Процветающая Армения». Председатель союза женщин партии «Процветающая Армения».

## Награды
- Медаль «Мхитар Гош»[арм.] (2001 год, Нагорно-Карабахская Республика)
- Медаль «МПА СНГ. 25 лет» (27 марта 2017 года, Межпарламентская ассамблея СНГ) — за заслуги в деле развития и укрепления парламентаризма, за вклад в развитие и совершенствование правовых основ функционирования Содружества Независимых Государств, укрепление международных связей и межпарламентского сотрудничества[2]